# متلازمة مارشال سميث
متلازمة مارشال سميث، التي اكتُشفت عام 1971 (مارشال، غراهام، سكوت، بونر، سميث)، تتميز بالنضج المتسارع للهيكل العظمي بشكل غير طبيعي (يبدأ عادةً قبل الولادة) وأعراض مثل المظاهر الجسدية الواضحة وصعوبات التنفس والتخلف العقلي. تظهر الحالات الموصوفة في الأدبيات تباينًا سريريًا فيما يتعلق بالأعراض ذات الصلة. مثلًا، تتراوح صعوبات التنفس من الغياب إلى الشدة.

## المظاهر السريرية
تعتبر المتلازمة اضطرابًا سريريًا نادرًا.
- الأعراض البدنية[3]
  - فرط النمو
  - تسارع نضج الهيكل العظمي
  - ملامح الوجه المشوهة
    - العيون البارزة
    - الصلبة الزرقاء
    - الحواجب الخشنة
    - الأنف المقلوب
- الفحص الشعاعي
  - تسارع النضج العظمي
  - تشوهات السلاميات
  - الترقق النبيبي للعظام الطويلة
  - تشوهات الجمجمة[4]
- الأعراض العقلية
  - عادةً ما ترتبط بالإعاقة الذهنية (بدرجات متفاوتة)

## النمط الجيني
تم تحديد الجين الأول –إن إف آي إكس– الذي يمكن أن يسبب هذه المتلازمة. يقع هذا الجين على الذراع القصير للكروموسوم 19. (الذراع القصير للكروموسوم البشري 19 والمنطقة 1 والعصابة 3 وتحت العصابة 1)

## التشخيص
- المسار السريري
  - صعوبات في الجهاز التنفسي (مثل انسداد مجرى الهواء العلوي). (ملاحظة بخصوص التباين السريري: قد تغيب صعوبات الجهاز التنفسي) [6]
  - ذات الرئة
  - فشل النمو
  - التخلف النفسي الحركي

غالبًا ما تكون مضاعفات الجهاز التنفسي سببًا للوفاة في مرحلة الطفولة المبكرة.

### التشخيص التفريقي
يجب التمييز بين متلازمة مارشال سميث وبين:
- متلازمة مارشال
- متلازمة مالان
- متلازمة ويفر